# Jerry Rice
Jerry Rice (* 13. Oktober 1962 in Starkville, Mississippi) ist ein ehemaliger US-amerikanischer American-Football-Spieler auf der Position des Wide Receivers. Er spielte unter anderem für die San Francisco 49ers und die Oakland Raiders in der National Football League (NFL). Vor seiner professionellen Karriere hat er College Football an der Mississippi Valley State University gespielt. Im Verlauf seiner NFL-Karriere wurde er zweimal zum Offensive Player of the Year ernannt und gilt als der beste Wide Receiver aller Zeiten.

## College
Rice besuchte die Mississippi Valley State University von 1981 bis 1984.
In seiner ersten Saison 1981 fing Rice 30 Pässe für 428 Yards und zwei Touchdowns. 1982 spielte Rice seine erste Saison mit dem neuen Quarterback Willie Totten. Unter der Leitung von Head Coach Archey Cooley spielte die Mississippi Valley State eine ungewöhnliche Offense aus vier oder sogar fünf Wide Receivern, die sich auf einer Seite des Feldes aufstellten. Rice fing in jenem Jahr als Sophomore 66 Pässe für 1.133 Yards und sieben Touchdowns. Zusammen wurden Totten und Rice als "The Satellite Express" bekannt.
1983 spielte Rice eine rekordverdächtige Saison, in der er NCAA-Rekorde für Receptions (102) und Receiving Yards (1.450) aufstellte und in das Division I-AA All-American First Team gewählt wurde. Er stellte einen NCAA-Rekord mit 24 Receptions in einem Spiel gegen die Southern University auf. Wegen seiner Fähigkeit, scheinbar alles zu fangen, was ihm zugeworfen wird, erhielt er den Spitznamen "World".
Nach einem Trainingsexperiment im August ließ Cooley Totten alle Spielzüge an der Line of Scrimmage ohne Huddle aufrufen, was zu noch erstaunlicheren Offensivzahlen führte. Rice fing 17 Pässe für 199 Yards gegen die Southern University, 17 Pässe für 294 Yards und fünf Receiving Touchdowns gegen Kentucky State und 15 für 285 Yards gegen Jackson State. Im Spiel gegen Kentucky State fing Rice zwölf Pässe und erzielte drei Touchdowns in einem einzigen Viertel. Als Senior im Jahr 1984 übertraf er seine eigenen Division I-AA-Rekorde für Receiving Yards (1.845) und Receptions (112); seine 27 Touchdowns in der Saison 1984 stellten den NCAA-Rekord für sämtliche Divisionen auf. Die 1984-Delta Devils erzielten im Durchschnitt mehr als 60 Punkte pro Spiel. Rice wurde in das Division I-AA All-American Team berufen und belegte den neunten Platz bei der Wahl der Heisman Trophy.
Im Blue-Gray Classic All-Star-Game, das am ersten Weihnachtstag stattfand, wurde er mit vier Fängen für 101 Yards und einem 60-Yard-Touchdown zum MVP gewählt. Er beendete seine Karriere mit 301 Receptions für 4.693 Yards und 50 Touchdowns; sein NCAA-Rekord für die meisten Touchdowns in seiner Karriere blieb bis 2006 bestehen, als New Hampshire Wide Receiver David Ball seinen 51sten Touchdown in seiner Karriere erzielte. Rices NCAA-Rekord in Bezug auf die Gesamtzahl der Karriere-Receptions blieb bis 1999 bestehen, als Scott Pingel des Division III-Colleges Westminster seine 302. Reception in seiner Karriere verzeichnete. Am Ende seiner College-Karriere hatte er 18 NCAA-Rekorde gebrochen. 1999 benannte die Schule ihr Football-Stadion zu Ehren der Spieler von Magnolia Stadium in Rice-Totten Stadium um. Rice wurde 2006 in die College Football Hall of Fame aufgenommen.

## Professionelle Karriere
Nicht nur aufgrund seiner langen Karriere (20 Spielzeiten) und seiner 38 aufgestellten Liga-Rekorde wird er als einer der besten NFL-Spieler aller Zeiten angesehen.
Mit 16 Spielzeiten verbrachte er den Großteil seiner Karriere bei den San Francisco 49ers, von denen er 1985 als 16. Spieler gedraftet wurde. Danach spielte er noch drei Jahre für die Oakland Raiders und eine Saison für die Seattle Seahawks. Er wechselte vor der Saison 2005 zu den Denver Broncos, konnte im Trainingscamp aber keinen der ersten drei Wide-Receiver-Plätze erobern und trat daraufhin vom Profi-Sport zurück.
Rice hat die meisten Touchdowns in der Geschichte der NFL erzielt und hält nahezu jeden wichtigen Rekord für Wide Receiver.
In seiner ersten Saison begann er zwar schwach, konnte sich aber steigern und wurde noch zum UPI NFL Rookie of the Year gewählt. Bereits in seiner zweiten Saison fing er Pässe für die meisten Yards (1,570) in der Liga und die meisten Touchdowns (15). In seiner dritten Saison stellte er den neuen NFL-Rekord mit 22 gefangenen Touchdown-Pässen auf und das in einer Saison, in der aufgrund eines Spielerstreikes nur zwölf Spiele stattfanden. Randy Moss von den New England Patriots brach diesen Rekord in der Saison 2007 mit 23 Touchdowns.
Zusammen mit den Hall-of-Fame-Quarterbacks Joe Montana und Steve Young gewann Rice drei Super Bowls. Für seine Leistungen im Super Bowl XXIII gegen die Cincinnati Bengals wurde Rice zum Super Bowl MVP gewählt. Er wurde 13-mal in den Pro Bowl gewählt. Im Jahr 1987 erhielt er den Bert Bell Award, und 1994 wurde er Mitglied in dem National Football League 75th Anniversary All-Time Team und ist Mitglied im National Football League 1990s All-Decade Team. Um die sportlichen Errungenschaften von Jerry Rice einzuordnen, dient seine in den USA vielfach gelobte Trainingsmoral. In zwanzig Jahren American Football verpasste er nur zehn reguläre Saisonspiele. Die insgesamt 303 Spiele, die er bestritt, sind bei weitem die meisten, die je ein NFL Wide Receiver bestritten hat. In einem Fernsehinterview kommentierte er seine Trainingsmoral mit den Worten „Zwanzig Jahre und keinen Tag Urlaub“.
Im Jahr 2010 wurde Jerry Rice in die Pro Football Hall of Fame gewählt. Während der Halbzeitshow am 20. September 2010 wurde die Nummer 80, die Rice in San Francisco trug, zurückgezogen und wird dadurch bei den 49ers nicht mehr vergeben.
In den letzten Jahren hatte er mehrere Auftritte in verschiedenen Fernsehserien, zuletzt beispielsweise in den Serien Rules of Engagement, Hawaii Five-O und One Tree Hill.

## Privat
Jerry Rice wuchs in Crawford, Mississippi als eines von acht Kindern eines Maurers auf. Er und seine Brüder halfen ihrem Vater bereits in jungen Jahren, indem sie durch Werfen und Fangen Ziegelsteine zum Gerüst transportierten. Rice sagte später, dass er dadurch nicht nur ein guter Passfänger geworden wäre, sondern vor allem gelernt hätte, was harte Arbeit sei.